# Hughes (Santa Fé)
Hughes é uma comuna da província de Santa Fé, na Argentina.